# Астра Доброджяна
Астра Доброджяна е румънско патриотично културно-просветно дружество от първата половина на XX век.
Дружеството има за своя главна цел да пропагандира румънската култура и да работи за по-широко румънизиране на Южна Добруджа в периода 1919-1940 година. С подкрепата на поместните военни и цивилни власти Дружеството организира масови събития, демонстрации, тържества и спортни състезания в Базарджик и други селища с предимно българско население.